# ジョン・ラスキン

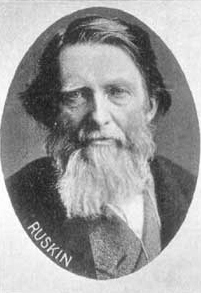
ジョン・ラスキン

ジョン・ラスキン（John Ruskin, 1819年2月8日 - 1900年1月20日）は、19世紀イギリス・ヴィクトリア時代を代表する評論家・美術評論家である。同時に芸術家のパトロンであり、設計製図や水彩画をこなし、社会思想家であり、篤志家であった。ターナーやラファエル前派と交友を持ち、『近代画家論』を著した。また中世のゴシック美術を賛美する『建築の七燈』『ヴェニスの石』等を執筆した。

## 経歴
富裕な葡萄酒商人の一人っ子としてロンドンに生まれ育った。両親はいとこ同士であり、母親の実家は宿付きの居酒屋を経営していた。母親が非常に熱心な福音派の信者であったため、幼いころから聖書の暗記を命じられるなど、学校には行かずに両親と家庭教師によって宗教色の強い教育を受けた。そのため、友人もなく、子供らしい遊びもしなかったが、家族でヨーロッパをしばしば旅したことで、自然に親しみ、動植物や風景を観察し、スケッチする習慣を身に付けた。
オックスフォード大学のクライストチャーチ校に高額授業料納入特別学生として進学するが、大学になじめず病気を繰り返した。家族の結びつきは入学後も強く、母親は大学のすぐ近くに仮住まいし、週末には父親も合流するような過保護な生活だったが、詩作に才能を発揮し、在学中に詩の賞を受賞している。ターナーとの交流からその芸術を擁護するエッセイを執筆、批評活動へ入る。上昇志向の強かった両親はラスキンが聖職者か桂冠詩人になることを望んでいたが、ターナー作品をコレクションしたり、ターナーやさまざまな画家を自宅に招くなどしてラスキンの活動を支援している。代表作の『近代画家論』のために、家族で何度もヨーロッパへ取材旅行にも出かけている。
1848年にエフィー・グレイ（Effie Gray, 1828年 - 1897年）と結婚する。ラスキンは精神的・経済的スポンサーとしてラファエル前派の画家たちを支援しており、その一人、ジョン・エヴァレット・ミレーと1853年にスコットランドを旅した際、妻エフィーとミレーが恋仲になってしまう。エフィは、夫の身体的理由によって実際の夫婦生活は無かったとして離婚を申し立て、1854年に離婚に至った。エフィーは離婚後すぐにミレーと再婚し、8人の子をもうけたほか、複数の絵画のモデルになっている。
最初はロンドンの労働者専門学校で教鞭をとったが、オックスフォード大学の教授職（1869年 - 1879年）に転ずる。オックスフォードではルイス・キャロルと親しくなり、キャロルによって写真を撮影されている。『不思議の国のアリス』のモデルであるアリス・リデルの美術の家庭教師もしていた。オックスフォードのラスキン・カレッジは彼の名にちなんでいる。父の死後、財産の相続を受けたが、社会主義者としての信条からその多くを投げ打って複数の慈善事業を行った。
ラスキンは1858年から、ある裕福なアイルランド人家庭の子供たちに美術を教えていたが、その中のひとり、9歳のローズ(Rose La Touche)に魅了される。ローズが18歳まで家庭教師を続けたが、彼女が16歳になると、何度も結婚を申し込んだ。しかし、宗教が違うことを理由に断られる。1875年にローズが27歳で急死したことが伝えられると、ラスキンは精神的に強いダメージを受け、しばしば発作に見舞われるようになった。亡くなったローズと会話するために、スピリチュアリズムの研究も始めた。
1878年、ホイッスラーの作品を酷評したことが原因で名誉棄損でホイッスラーから訴えられ、法廷闘争に巻き込まれる。ラスキンは敗北したものの、精神的な病からのものとして、賠償金はわずか1ファージング（4分の1ペニー）だった。ただし、この敗北によってラスキンは名を落とし、さらには精神活動の低下をうながした可能性もある。晩年は湖水地方の湖岸のブラントウッドに居宅を構え、定期的な文化講義を行なったり、文化財保護運動、ナショナル・トラストの創設等に関わった。
ラスキンの美術に関する考えは、一言で言えば「自然をありのままに再現すべきだ」ということであった。この思想の根幹には、神の創造物である自然に完全さを見出すという信仰があった。
また、ターナーの描いた裸婦画を「イメージを壊す」という理由で全て焼却処分してしまっている。

## 水彩
ラスキンには「水彩、最も美しい芸術」との言葉もあり、水彩画の作品を残している。水彩をこよなく愛していたことをうかがわせる。

## 著作
- 近代画家論 （Modern painters 1843-60年）
- 建築の七灯 （The seven lamps of architecture 1849年）
- 黄金の河の王様（The King of the Golden River 1850年）
- ヴェネツィアの石 （The stones of Venice 1851-53年）
- 芸術経済論 （A political economy of art 1857年）
- この最後の者に （Unto This Last 1862年）
- 胡麻と百合 （Sesame and lilies 1864もしくは1865年）
- 塵の倫理（The Ethics of the Dust 1866年）
- 野にさく橄欖の冠（The Crown of Wild Olive 1866年）
- 時と潮（Time and Tide 1867年）
- 空の女皇（The Queen of the Air 1869年）
- 建築の詩美（The Poetry of Architecture 1893年）

### 主な訳書
- 『ゴシックの本質』（川端康雄訳、みすず書房、2011年）
- 『ヴェネツィアの石』（井上義夫編訳、みすず書房、2019年）
- 『フィレンツェの朝』（井上義夫編訳、みすず書房、2023年）
- 『この最後の者にも　ごまとゆり』（富士川義之解説、中央公論新社〈中公クラシックス〉、2008年）
  - 前者は飯塚一郎訳、後者は木村正身訳。元版『世界の名著41 ラスキン モリス』中央公論社（1971年）
- 『プルースト＝ラスキン「胡麻と百合」』（吉田城訳・解説、筑摩書房、1990年）
マルセル・プルーストによる仏語訳版での訳注・解説。
- 『建築の七燈』（杉山真紀子訳、鹿島出版会、1997年）
- 『芸術経済論 永遠の歓び』（宇井丑之助・宇井邦夫訳、巌松堂出版、1998年）- 2編の講演録
  - 新訳版『芸術経済論 与えられる歓びと、その市場価値』（宇井丑之助・宇井邦夫・仙道弘生訳、水曜社、2020年）
- 『アミアンの聖書』（高橋昭子・芳野宣子・竹中隆一訳、ぱる出版、1997年）
- 『ヴェネツィアの石』（福田晴虔訳、中央公論美術出版、1994-1996年）
全3巻：1.「基礎」篇、2.「海上階」篇、3.「凋落」篇
- 『風景の思想とモラル 近代画家論 風景編』（内藤史朗訳、法蔵館、2002年）
- 『芸術の真実と教育 構想力の芸術思想 近代画家論 原理編』（全2巻、内藤史朗訳、法蔵館、2003年）
- 『ヴェネツィアの石 建築・装飾とゴシック精神』（内藤史朗訳、法蔵館、2006年）
- 『続 ヴェネツィアの石 ルネサンスとグロテスク精神』（内藤史朗訳、法藏館、2017年）

#### 戦前の刊行版
- 『黄金河の探検』（秋元正四訳注、博文館、1910年）
- 『美術と文学』（澤村寅二郎訳、有朋堂書店、1914年）
- 『芸術経済論 永遠の歓喜とその市場価格』（西本正美訳、岩波文庫、1927年、復刊1987年ほか）
  - （『永久の歓び』、栗原元吉(古城)訳、玄黄社、1917年）
  - （『経済的美術観』、御木本隆三訳、厚生閣、1922年）
- 『時と潮』（栗原元吉(古城)訳、玄黄社、1918年）
- 『胡麻と百合』（栗原元吉(古城)訳、玄黄社、1918年、1926年）
  - （本間立也訳、春秋社、1935年）
  - （石田憲次・照山正順訳、岩波文庫、1935年、復刊1987年ほか）
- 『この後の者にも 経済の第一原理に就いて』（西本正美訳、岩波文庫、1928年、復刊1987年ほか）
  - （『此の後至者にも 経済学の第一原理に関する論文四編』、石田憲次訳、弘文堂、1918年、訂正版-1921年）
  - （『此の最後の者にも』、石田憲次訳、弘文堂書房、1924年）
  - （『この最後の者にも 其他』川津孝四訳注、春陽堂、1931年）
- 『塵の倫理』（小林一郎訳、玄黄社、1918年）
- 『二ツの道』（小林一郎訳、玄黄社、1925年）
- 『鷺の巣』（小林一郎訳、玄黄社、1925年）
- 『建築の七燈』（高橋松川訳、岩波文庫、1930年、復刊1991年・1997年ほか）
- 『野にさく橄欖の冠』（御木本隆三訳、日本ラスキン協会、1931年）、協会版は多数刊
- 『空の女皇』（御木本隆三訳、東京ラスキン協会、1932年）、復刻・ゆまに書房、2005年
  - 復刻版、ゆまに書房〈神話学名著選集14〉、2005年
- 『ヴェニスの石』（賀川豊彦訳、春秋社、1931年）
- 『思ひ出の記』（御木本隆三訳、使命社、1932年）
- 『近世画家論』（全4巻、御木本隆三訳、春秋社・世界大思想全集、1932-1933年）
- 『建築の詩美』（御木本隆三訳、使命社、1936年）

## ラスキンを扱った文献
- 大熊信行『社会思想家としてのラスキンとモリス』論創社、2004年
- 白石博三『ラスキンとモリスとの建築論的研究』中央公論美術出版、1993年
- 伊藤邦武『経済学の哲学 19世紀経済思想とラスキン』中公新書、2011年
- ジョージ・P・ランドウ 『ラスキン 眼差しの哲学者』横山千晶訳、日本経済評論社、2010年
- アンドレ・エラール 『ジョン・ラスキンと地の大聖堂』秋山康男・大社貞子訳、慶應義塾大学出版会、2010年
- クエンティン・ベル『ラスキン』出淵敬子訳、晶文社、1989年

## その他・文芸作品
- エア提督が植民地での反乱を弾圧したジャマイカ事件（1865年）の際には、エア擁護委員会に加わった。
- ミッシェル・ロヴリック／ミンマ・バーリア『ヴェネツィアの薔薇・ラスキンの愛の物語』富士川義之訳、集英社、2002年

原書は2000年に出版。"Ruskin's Rose: A Venetian Love Story"。少女ローズへのラスキンの愛の言葉の断片を集め、ロマンチックなストーリーに仕立てた（ローズに当てた実際の手紙は彼女の家族によって焼却されている）。

## 影響
ラスキンはヴィクトリア朝からエドワード朝にかけ、社会に美術批評の枠を超えた大きな影響力を持った。ラファエル前派やウィリアム・モリスらの芸術観もラスキンの影響を抜きには語れない。
- レフ・トルストイは、ラスキンを「自身の心で考える稀有の人物の一人」と評した。
- 夏目漱石は『文学論』でラスキンの美学を紹介している。
- 真珠王御木本幸吉の一人息子隆三は、旧制一高時代にラスキンの著作に出会い、オックスフォード大学留学、研究収集に情熱を注ぎ、銀座に「ラスキン文庫」を開設した。
- マルセル・プルーストはラスキンに傾倒しており文体も影響を受け、著作のフランス語訳を行った（上記の訳書も参照）。
  - 『プルースト全集14 ラスキン論集成 ほか』（筑摩書房、1986年）に詳しい
- ガンディーもラスキンの著作に影響を受けたという。
- ラスキンと妻だったエフィーと画家ミレーの三角関係は、大スキャンダルとなった。今日でもイギリスで多くの映画やテレビドラマの素材になっている。訳書に、スザンヌ・フェイジェンス・クーパー『エフィー・グレイ ラスキン、ミレイと生きた情熱の日々』（安達まみ訳、岩波書店、2015年）